# Экспедиция постройки южных крепостей
Экспедиция строения южных крепостей, с 1795 года Экспедиция строения южных крепостей и Одесского порта, Комиссия строения южных крепостей и Одесского порта - военно-инженерная организация Российской империи, созданная в царствование Екатерины II для фортификационного строительства на новых территориях империи после русско-турецкой войны 1787-1791 года.

## История
Экспедиция была учреждена в 1792 году. Указом Екатерины II от 10 ноября 1792 года общее руководство экспедицией осуществлял генерал-аншеф А. В. Суворов, инженерное руководство осуществлял подполковник Ф. П. де Воллан. В ее ведомстве находились крепости Кинбурн, Очаков, Симферополь, Феодосия,  Керчь-Еникале, Севастополь, Херсон, Тирасполь, Овидиополь, Фанагория. Центральная контора располагалась в Херсоне. 
Экспедиция строительства гавани и города Гаджибея была основана 27 мая 1794 года в Вознесенске во главе с О. М. Дерибасом. 1 марта 1795 года экспедиции по приказу "генерал-фельдцейхмейстера, над фортификациями генерал-директора, над флотом Черноморским, Вознесенской лёгкой конницей и Черноморским казачьим войском главноначальствующего.. ..Таврического генерал-губернатора, П. А. Зубова были объединены. 

Основное внимание было уделено строительству севастопольских укреплений, план которых разработал подполковник Ф. П. де Воллан. К 1796 году в Севастополе были построены 8 береговых батарей: Константиновская, Александровская, Николаевская, Павловская, а также батареи № 1, 2, 4 и 5, расположенные на мысах тех же названий. 

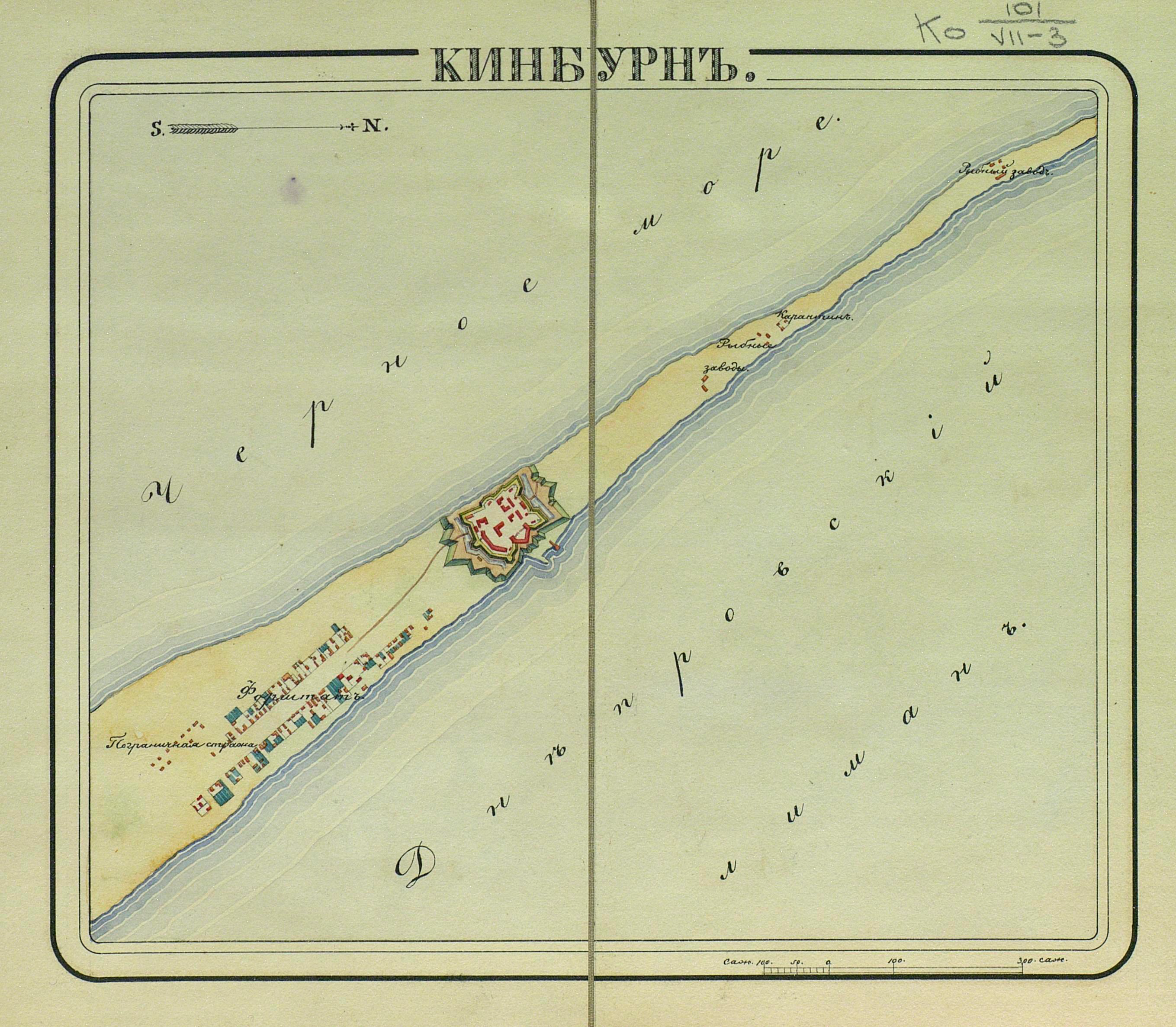
Крепость Кинбурн, план из «Атласа крепостей Российской империи» - СПб., 1830-е годы.
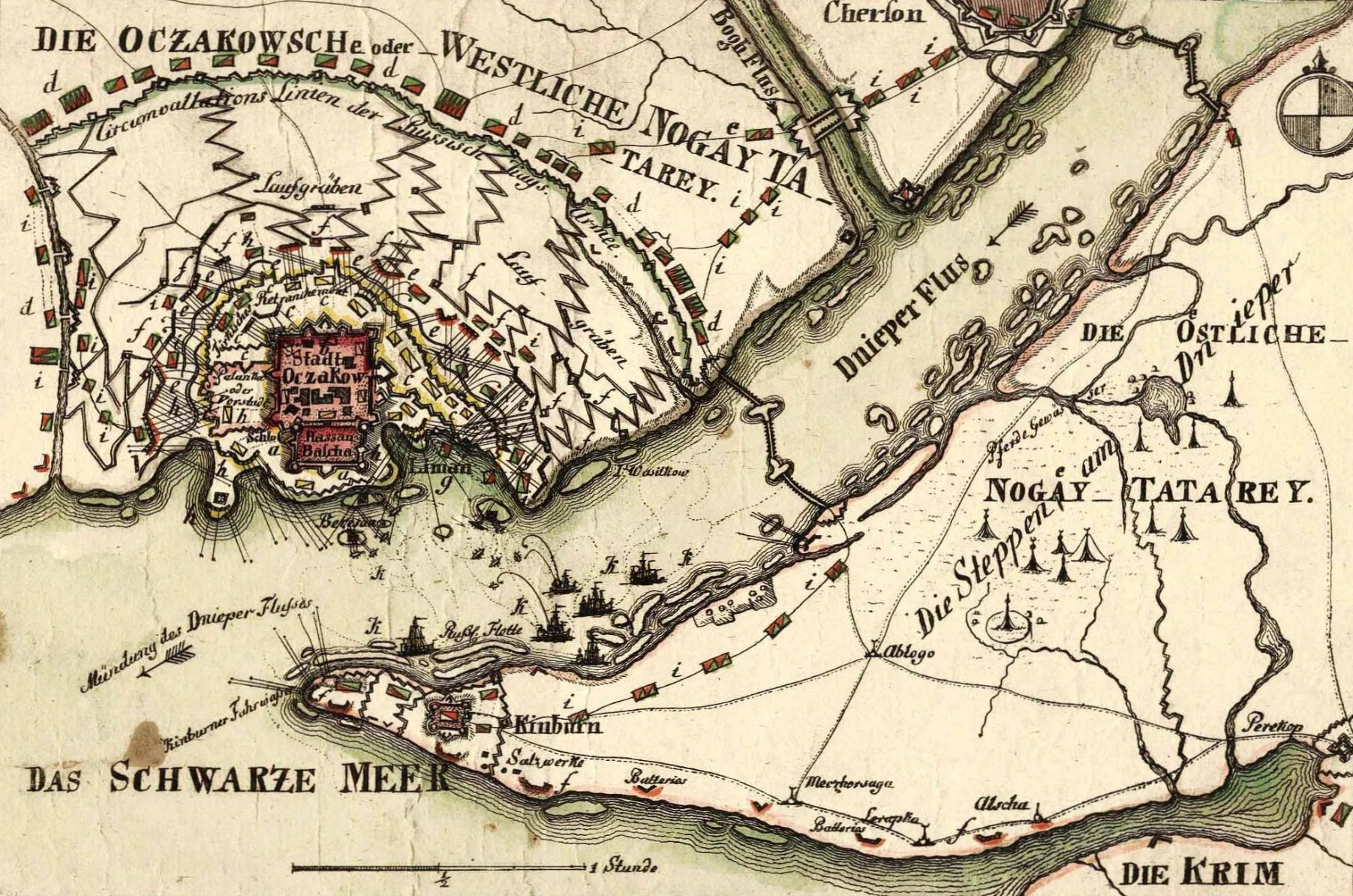
Крепость Очаков, план на момент штурма 1788
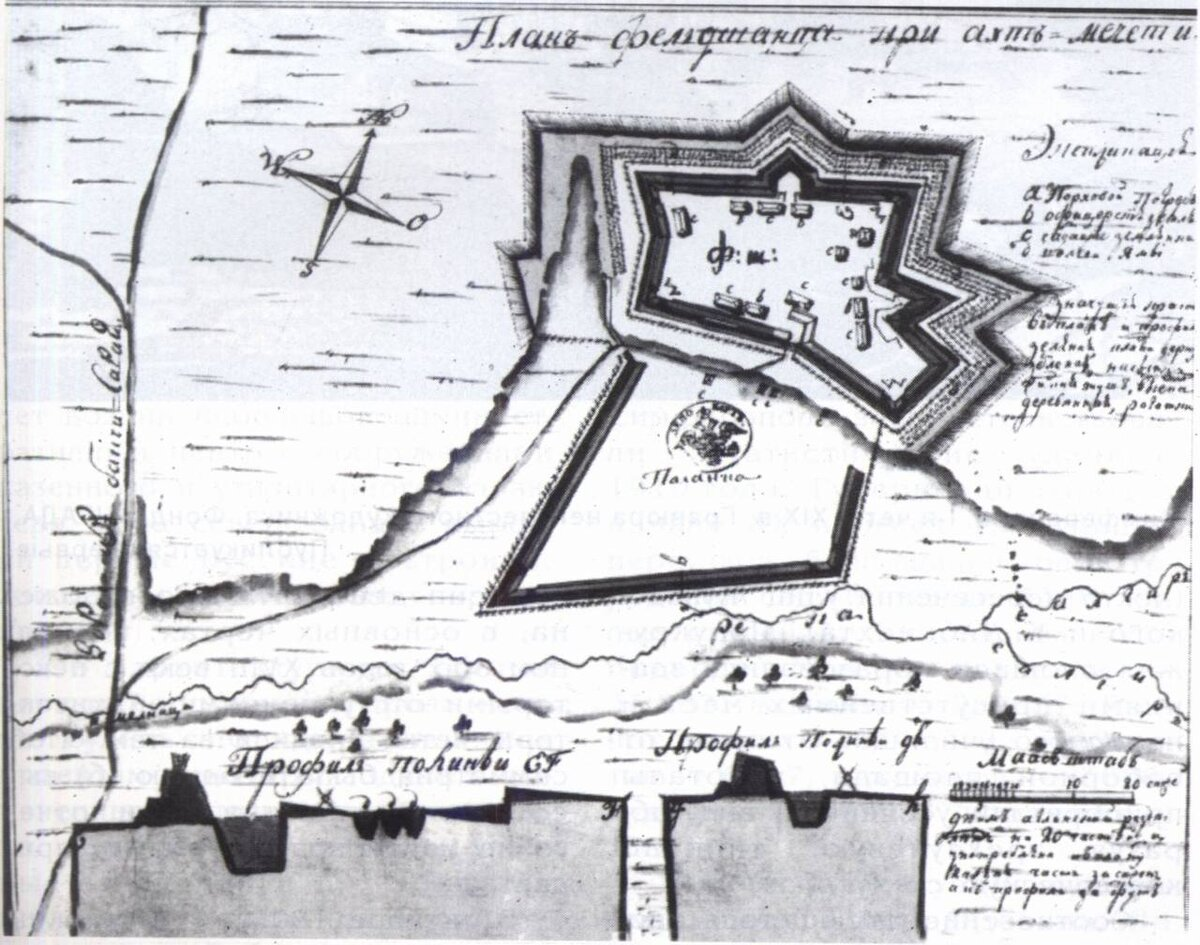
Суворовский фельдшанец в Ак-Мечети (Симферополь), план на 1778 год
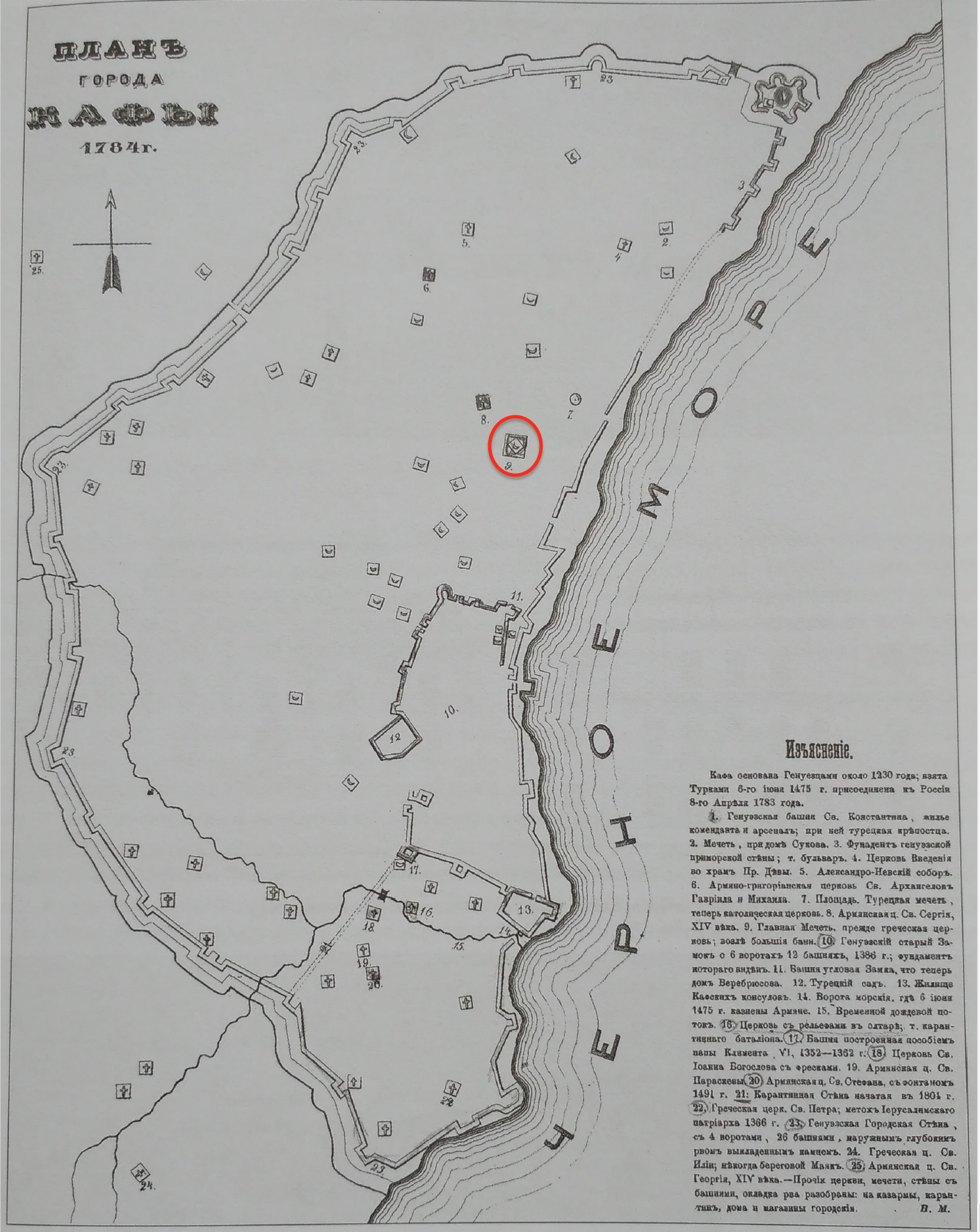
План крепости Кафа (Феодосия), план на 1784 год
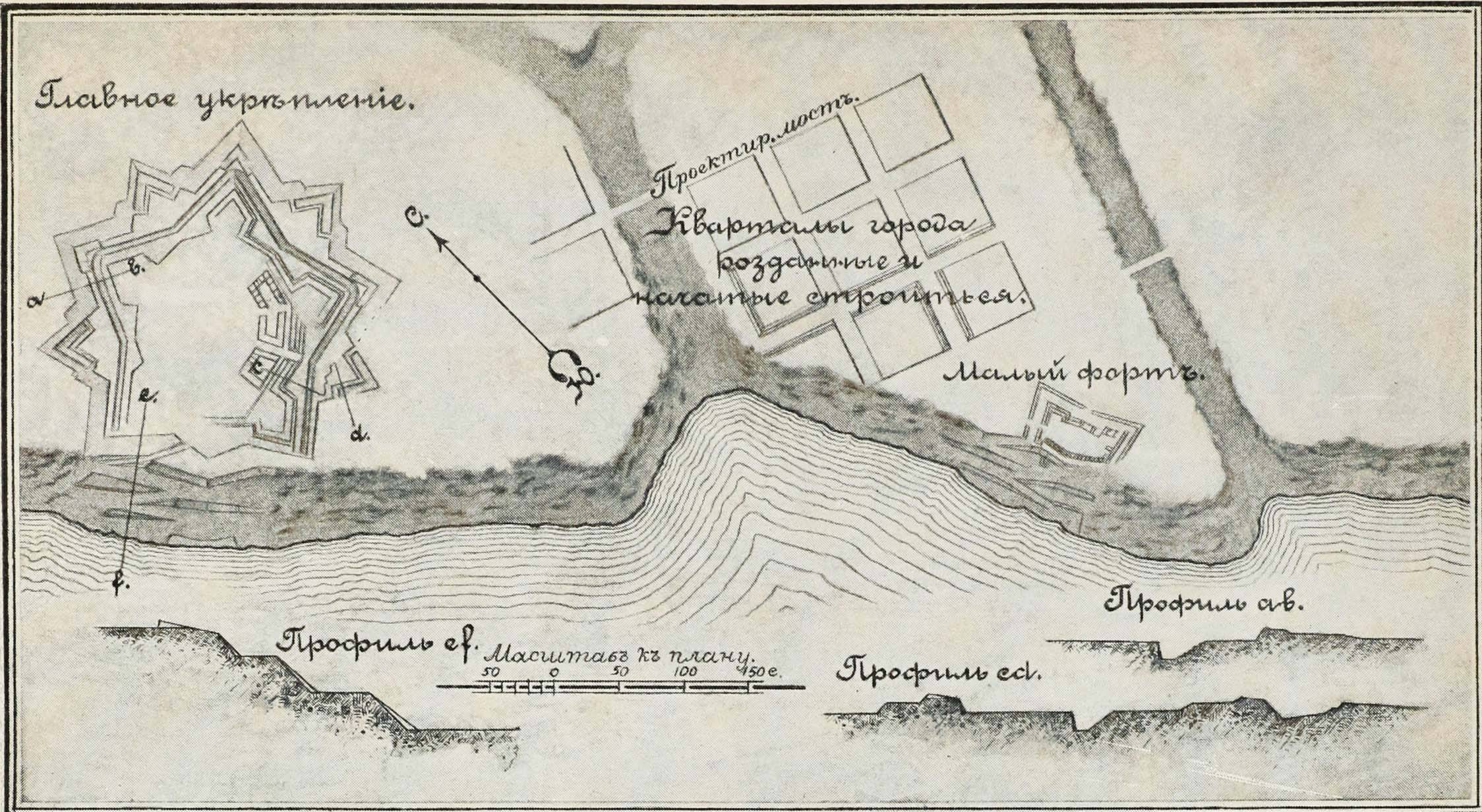
План укреплений Хаджибея (Одесса)
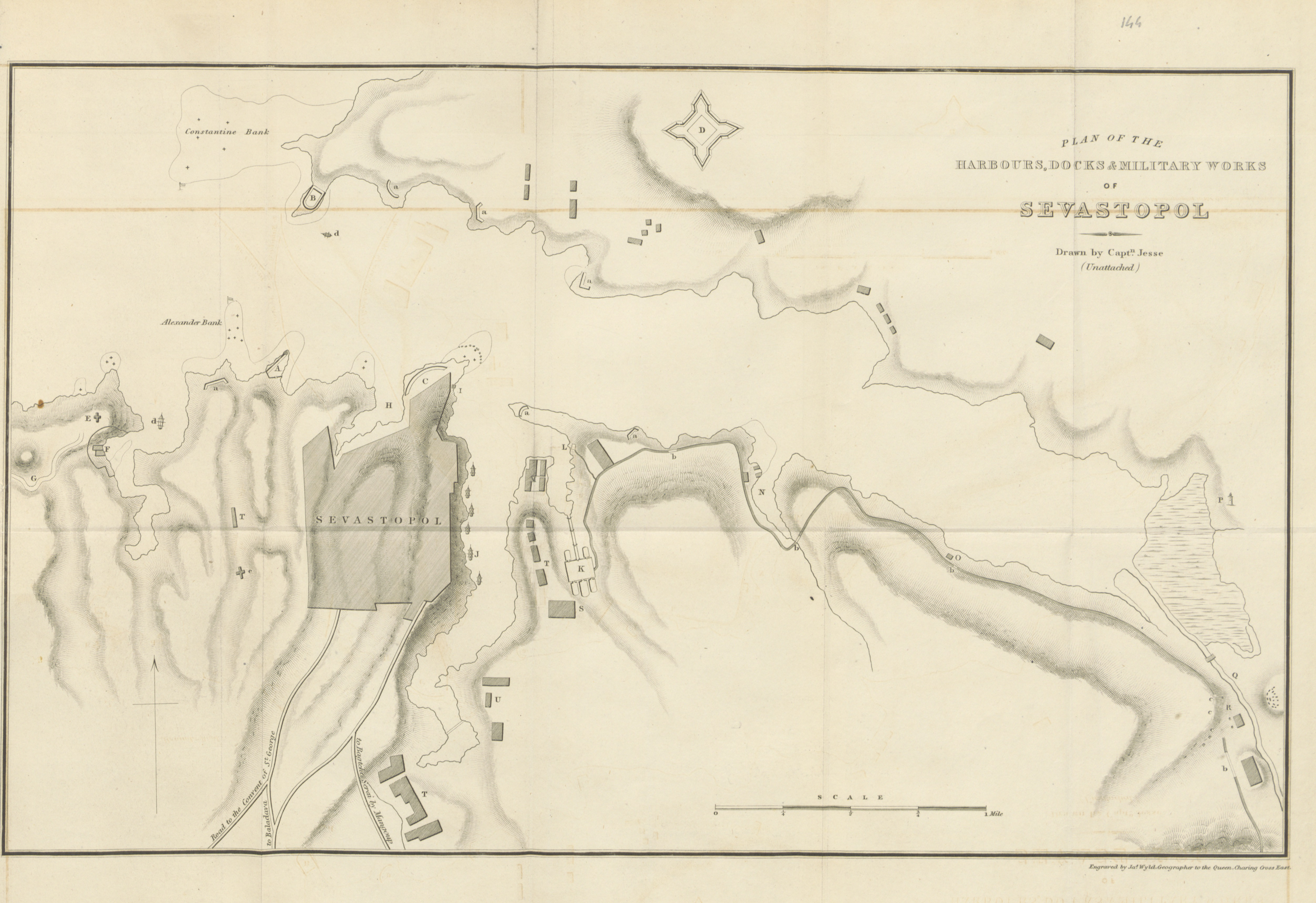
Крепость Севастополь на плане 1839 года
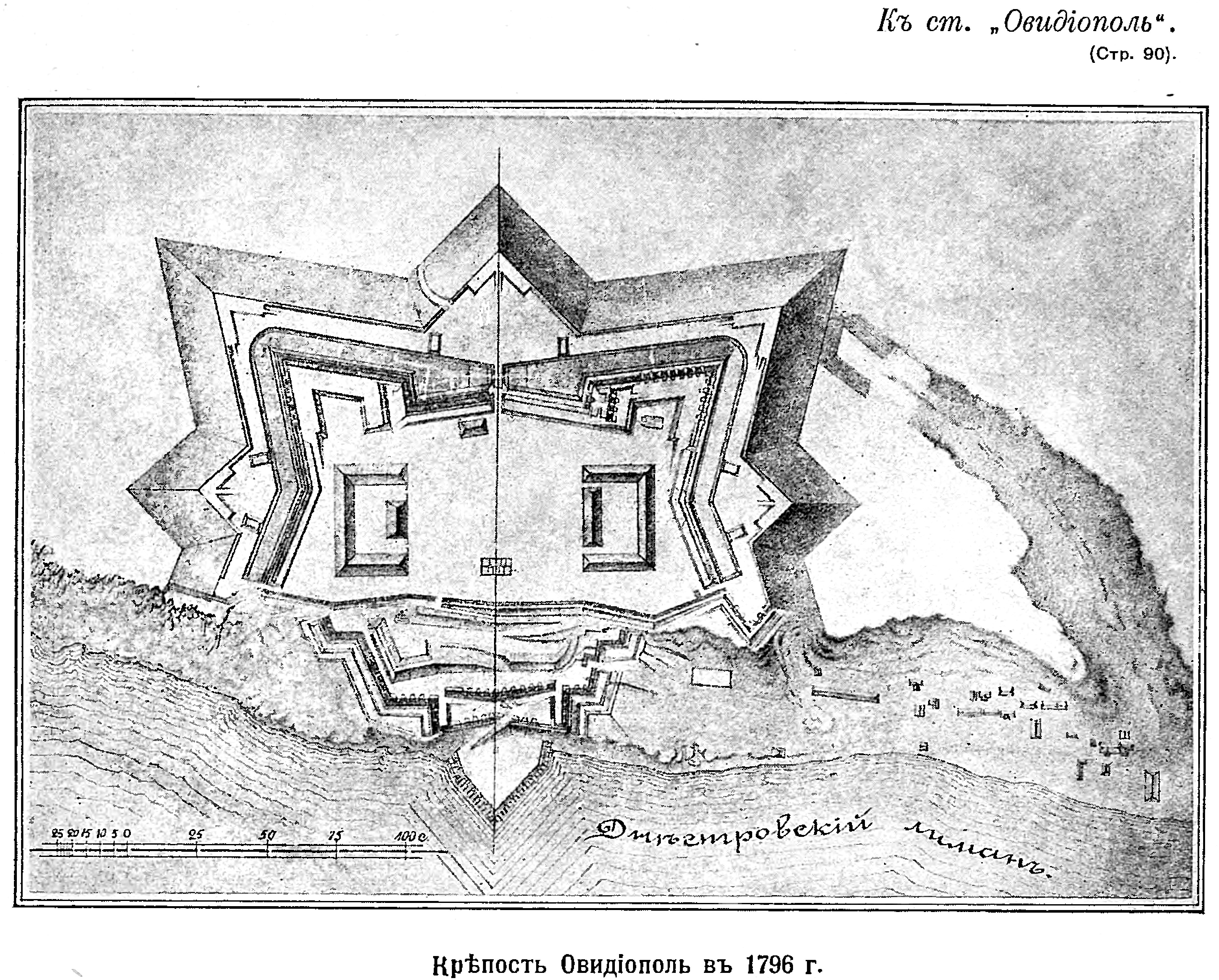
Крепость Овидиополь, на плане 1796 года
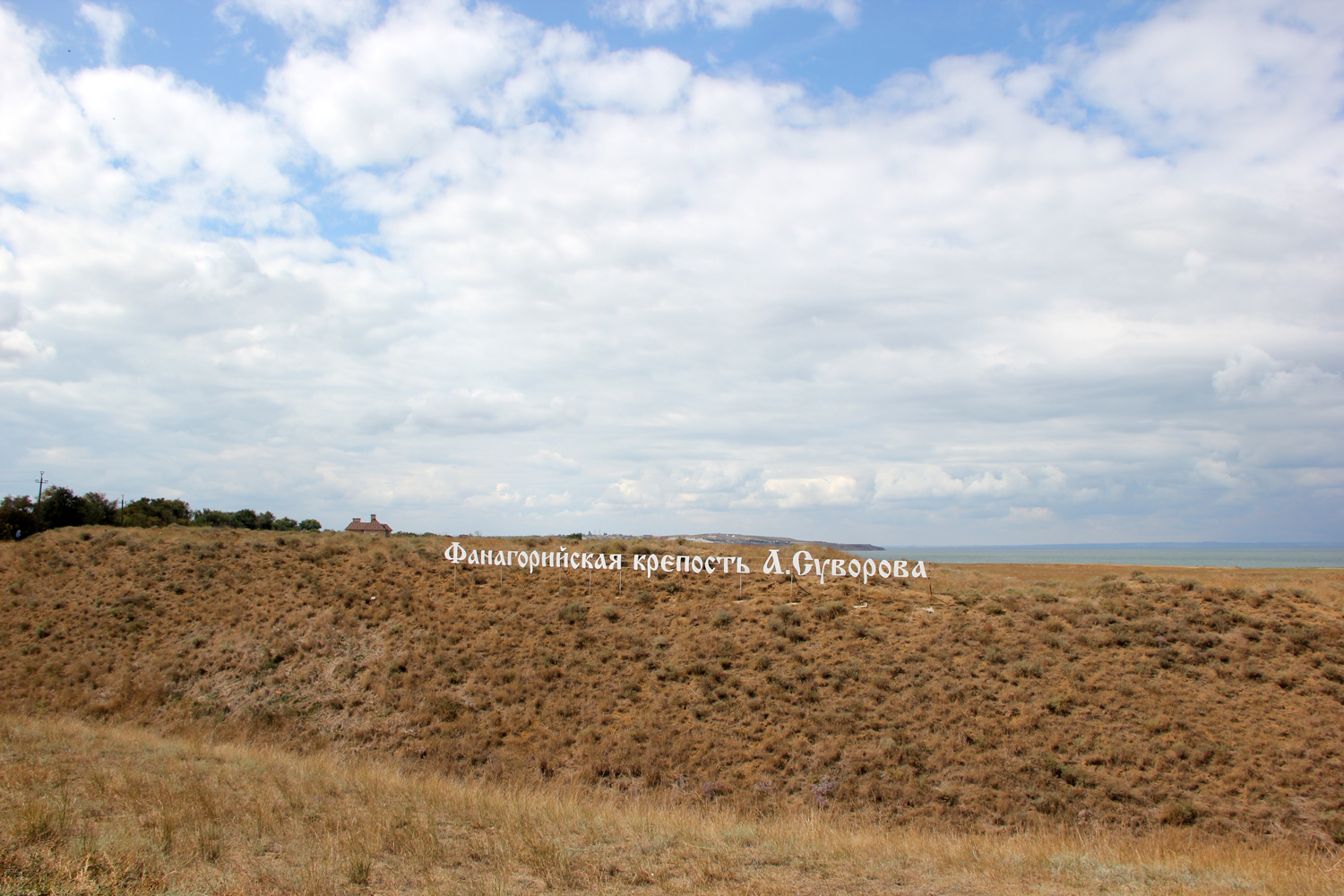
Валы крепости Фанагория (на месте турецкого укрепления укрепления Хункала / Таман)

На крепостное строительство выделялись огромные по тем временам суммы. Екатерина утвердила пятилетние расходы на строительство Одессы и порта в размере почти двух миллионов рублей, за 3 года с момента начала строительства было потрачено около 400 000 рублей. У современников имелись сильные подозрения на воровство.  
Ф. В. Ростопчин писал:

«Никогда преступления не бывали так часты, как теперь. Их безнаказанность и дерзость достигли крайних пределов... ...Один Рибас крадет в год до 500 000 рублей».
В Одессе к концу 1795 года многие важные работы были приведены к окончанию. Была закончена крепость, императорский штандарт был поднят 22 сентября 1795 года, построена верфь, малый жете. В рескрипте от 4 декабря 1795 года на имя Зубова императрица, выражая благодарность строителям, отмечала:

…особливо Вице-Адмиралу де Рибасу, на попечении которого лежит главная часть тамошних крепостных и порта Одесского строений и который, усердием своим к службе Нашей, наиболее способствует к успешному течению оных…
После смерти Екатерины и падения фаворита князя П. А. Зубова, его выдвиженец де Рибас был уволен от должности. 26 декабря 1796 года упразднена «Комиссия строения южных крепостей и Одесского порта», 18 декабря 1797 года Павел уволил де Рибаса с должности командующего Черноморским гребным флотом, назначив на его место контр-адмирала П. В. Пустошкина с приказанием произвести ревизию флота и строения порта и города.  Рапорты Пустошкина указывали на деградацию флота и малый прогресс в строительстве порта и города.
10 января 1798 года согласно Указу императора Павла I Экспедиция строения южных крепостей России была упразднена.